# Сокіл-300
Сокіл-300 — проєкт українського ударного БПЛА, що розробляється Державним Київським конструкторським бюро «Луч» (ДП ДержККБ «Луч»).
Більша частина систем БПЛА вже були відпрацьовані як компоненти ракети Нептун, зокрема системи контролю польоту, інерційна система, система живлення двигуна, також цілевказання. Оптико-електронна станція наведення і системи підвіски озброєння тестувались на гелікоптерах.
Вперше презентований 6 листопада 2020 року у приміщенні ДП «Жулянський машинобудівний завод „ВІЗАР“». Представлений на міжнародній виставці IDEX-2021 в лютому 2021 року в ОАЕ.

## Історія
Публічна демонстрація макету відбулась 6 листопада 2020 року.
Очікується, що перший дослідний зразок буде створено до кінця 2022 року.
Станом на липень 2021 року всі роботи над новим комплексом здійснювались за обігові кошти КБ «Луч».

## Опис
Керується інерційним блоком з лазерними гіроскопами розробленим Казенним підприємством спеціального приладобудування «Арсенал». Система керування — ІНС + GPS + карта місцевості.
За оцінками вартість одного такого дрона становить 45,6 млн гривень, якщо виробництво здійснюватиметься серійно, то ціна може бути зменшена на 30—40 %.
Також БПЛА «Сокіл-300» планується оснащувати радіотехнічним обладнанням: малогабаритною бортовою радіолокаційною станцією та радіолокатором з синтезованою апертурою. Радіолокатор з синтезованою апертурою здатен сканувати землю на висоті у 5 км з точністю у 30×30 см. БПЛА «Сокіл-300» оснащується вітчизняною оптико-електронною станцією від ДП «Ізюмський приладобудівний завод», що була презентована у 2018 році. Зараз станція вже доведена та випробована в складі протитанкового ракетного комплексу «Бар'єр-В» для гелікоптерів. Озброєний «Сокіл-300» керованими ракетами типу РК-2П та РК-10 з радіусом дії до 10 км. Передбачається, що «Сокіл-300» зможе здійснювати пуски цих ракет на відстань до 10 кілометрів з висоти 30 метрів . Маса корисного навантаження — 300 кг.
Управління комплексом здійснюється з мобільного пункту керування, що уніфікований з пунктом управління ракетного комплексу РК-360 МЦ «Нептун» та розміщено на шасі вантажного автомобіля, марка якого визначається замовником.
Пункт керування оснащується:
- робочими місцями для двох операторів
- антенами зв'язку
- апаратурою зв'язку
- електростанцією
- кліматичним обладнанням